# 熊脂

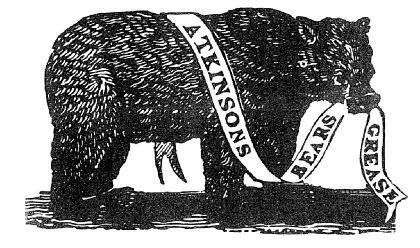
伦敦“艾金森”牌熊脂的商标，约1830年

熊脂，是熊科动物体内的脂肪。历史上欧洲、北美、亚洲北部，包括中国东北地区的居民，在猎获熊类之后，会将其体内大量的脂肪保存使用，用途和猪油、牛油等其它动物脂肪类似。

## 历史
历史上，欧洲人曾经迷信熊脂有治疗脱发的特殊效果——因为熊的毛发是非常浓密的。在宾根的希尔德加德所著《自然界》（Physica）一书中，便有相关的论述。以熊脂制成的发油、发蜡一度为欧洲绅士阶层所青睐。
现今世界范围内，大多数熊科动物已被列为保护品种，猎杀将触犯法律，因此熊脂已不再生产销售。